# Gelträsket
Gelträsket är en sjö i Borgholms kommun på Öland och ingår i Ölands huvudavrinningsområde. Sjön har en area på 0,109 kvadratkilometer och ligger 2 meter över havet.

## Delavrinningsområde
Gelträsket ingår i det delavrinningsområde (632224-156488) som SMHI kallar för Rinner mot N Ölands kustvatten. Medelhöjden är 6 meter över havet och ytan är 79,67 kvadratkilometer. Det finns inga avrinningsområden uppströms utan avrinningsområdet är högsta punkten. Avrinningsområdets utflöde mynnar i havet, utan att ha någon enskild mynningsplats. Avrinningsområdet består mestadels av skog (12 procent), öppen mark (14 procent) och jordbruk (72 procent). Avrinningsområdet har 0,35 kvadratkilometer vattenytor vilket ger det en sjöprocent på 0,1 procent. Bebyggelsen i området täcker en yta av 2,11 kvadratkilometer eller 1 procent av avrinningsområdet.